# 상호보완론
상호보완론(Complementarianism)은 기독교, 유대교, 이슬람교의 신학적 관점 중 하나로 결혼과 가정생활 그리고, 종교 지도자의 측면에서 남성과 여성이 맡는 역할이 상호보완적으로 서로 다르다는 입장이다. '상호보완'이라는 이름이 붙은 것도 바로 그런 까닭이다. 이런 견해 하에서 여성이 사역에서 소외되기도 하지만, 성차별의 개념이 아니라 기능적인 면에서 구별된다는 것이다.
이 주장은 남성에게 '머리'의 역할을 여성에게는 '보조 또는 지원'의 역할을 줌으로 특정 성경 구절을 해석하는 것에서부터 출발한다. 이와 대조되는 해석은 평등주의다.

## 같이 보기
- 기독교 평등주의
- 음양
- 반여성주의
- 가족의식
- 남성계
- 남성주의